# Rum, Vas
Rum  este un sat în districtul Szombathely, județul Vas, Ungaria, având o populație de 1.090 de locuitori (2011). 

## Demografie
Componența etnică a satului Rum
     Maghiari (97,63%)
     Germani (1,62%)
     Necunoscut (0,43%)
     Români (0,32%)
     Alții (0,43%)
Componența confesională a satului Rum
     Romano-catolici (72,02%)
     Fără religie (3,21%)
     Necunoscută (22,48%)
     Alte religii (2,29%)
Conform recensământului din 2011, satul Rum avea 1.090 de locuitori. Din punct de vedere etnic, majoritatea locuitorilor (97,63%) erau maghiari, cu o minoritate de germani (1,62%). Apartenența etnică nu este cunoscută în cazul a 0,43% din locuitori.  Din punct de vedere confesional, majoritatea locuitorilor (72,02%) erau romano-catolici, cu o minoritate de persoane fără religie (3,21%). Pentru 22,48% din locuitori nu este cunoscută apartenența confesională.